# Mistr Toruňské madony

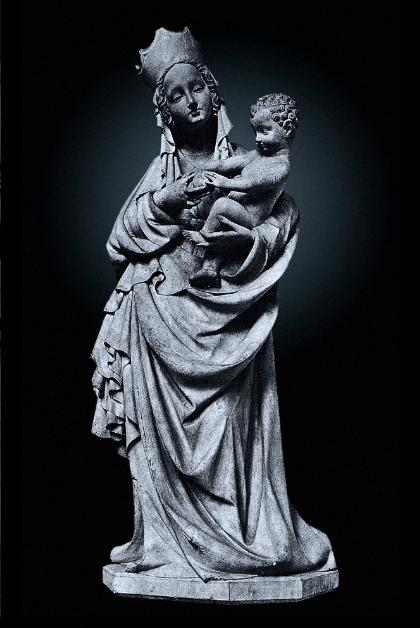
Toruňská madona

Mistr Toruňské madony byl gotický sochař krásného slohu, který pravděpodobně vyšel ze svatovítské stavební huti v Praze a působil koncem 14. století. Je autorem Toruňské madony, vytvořené kolem roku 1390 a zničené nebo odcizené během války roku 1944.

## Toruňská madona
Toruňská madona je opuková polychromovaná socha Madony, vysoká 115 cm, původně umístěná na konzole s postavou Mojžíše ve františkánském kostele Panny Marie na Starém Městě v Toruni. Socha byla odvezena roku 1944 před příchodem Rudé armády na neznámé místo do Německa, kde se ztratila nebo byla zničena. Kopii sochy vytvořil roku 1956 sochař Witold Marciniak a je umístěna na původní konzole.

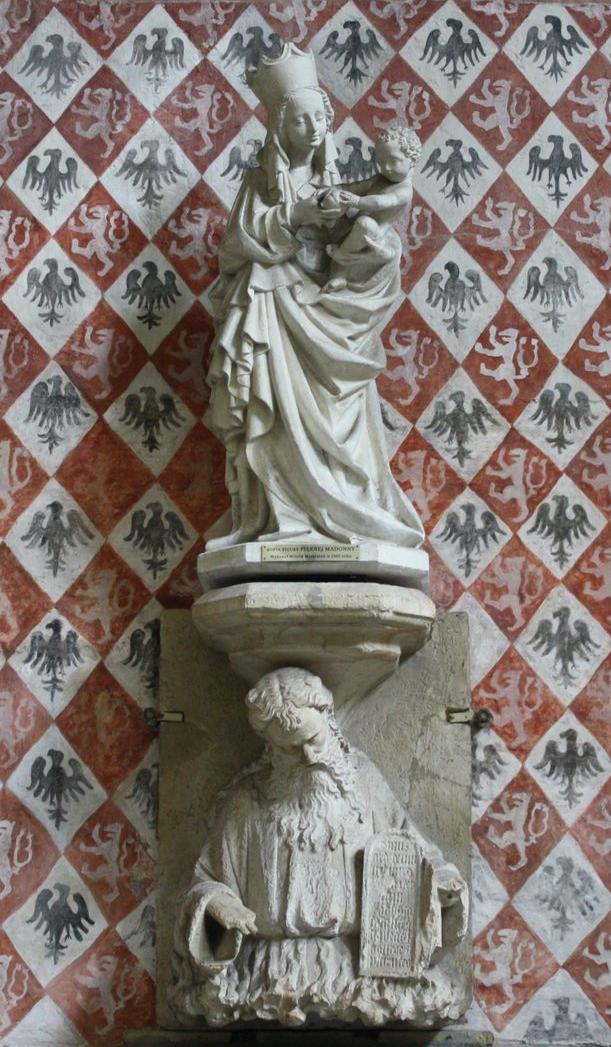
Kopie Toruňské madony na původní konzole

Socha Toruňské madony představuje dobře definovanou samostatnou linii Madon krásného slohu, která vychází z pražské sochařské huti Petra Parléře. Oproti až manýristické a kompozičně radikálnější Krumlovské madoně má tento typ Madon konzervativnější a méně obměňované kompoziční schéma. Ústředním bodem sochy je jablko, které Marie podává dítěti. Tento optický střed je zdůrazněn mohutnými a hlubokými záhyby drapérie, které ho obkružují. Hlavními výtvarnými rysy těchto Madon jsou vyvážená hmota figury komponovaná na střední osu, uzavřená přibližně ve tvaru rovnoramenného trojúhelníku, široká a vysoká koruna a drobnější postava dítěte. Nejvýznamnějším rozdílem, kterým se tato skupina Madon liší od typu Krumlovské madony, je porušení principu kontrapostu – břemeno (dítě) je vždy nad volnou pokrčenou nohou.
Pro český původ svědčí zejména souvislost s českým gotickým malířstvím konce 14. století, zejména se Svatovítskou madonou a okruhem děl Mistra Třeboňského oltáře a také se sochařskými portréty vytvořenými v Parléřově stavební huti pro katedrálu sv. Víta. Export českých uměleckých děl na polské území podléhající Řádu německých rytířů je doložen dokumenty. Z některých indicií vyplývá, že s autory krumlovské a toruňské řady soch krásného slohu by mohli být ztotožněni synové Petra Parléře z druhého manželství, Václav a Jan.
V pozdějším období došlo k částečnému mísení obou linií Krásných madon a stírání rozdílů. Příkladem jsou Šternberská nebo Vratislavská madona. Vratislavskou madonu Kutal považuje za zástupce třetího samostatného typu madon. Té je podobná např. Madona z Wetzlaru nebo Madona z Horbu.

### Příbuzná díla

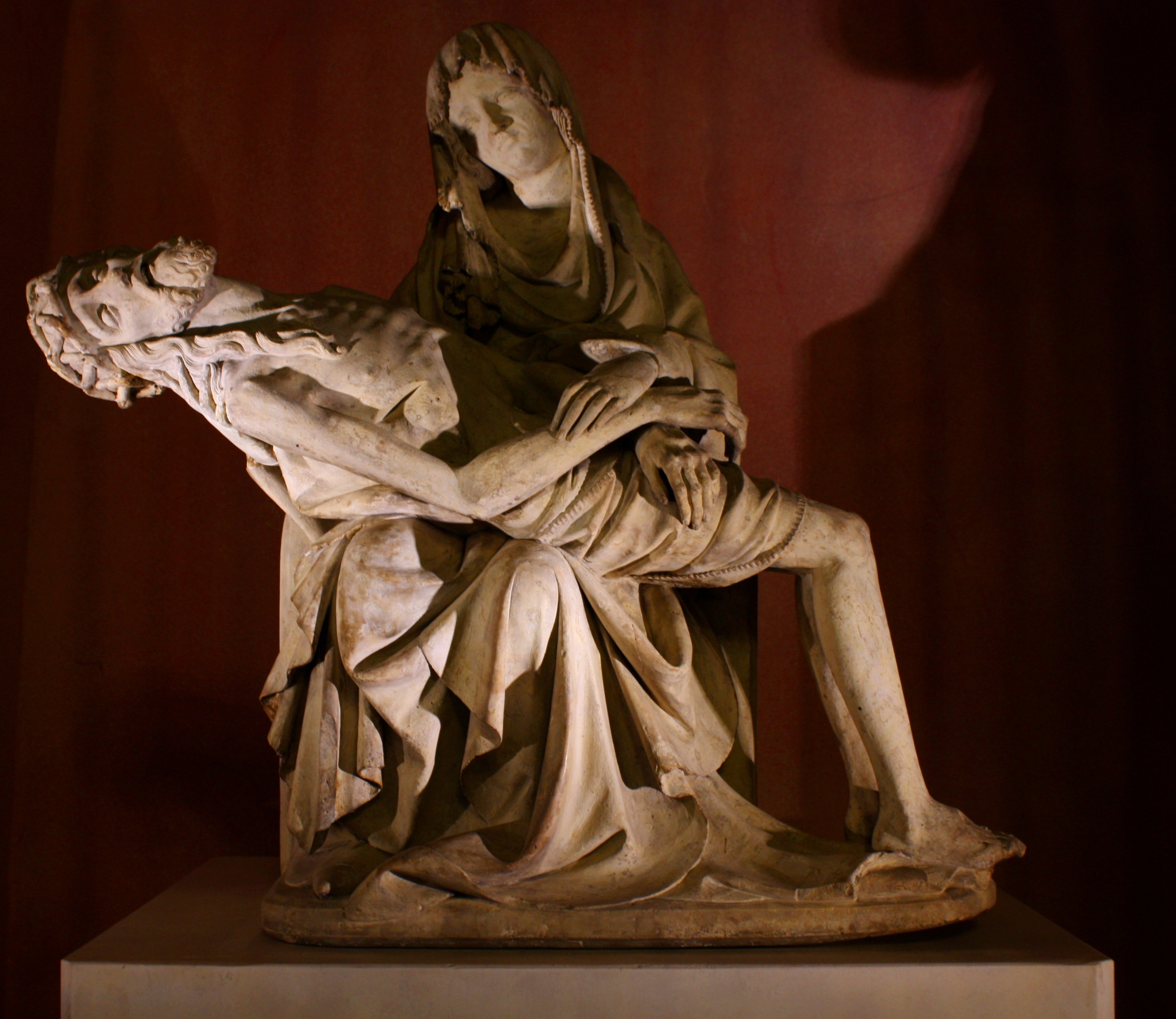
Pieta z kostela sv. Barbory, Krakov

- Madona ze sbírky Thewaldt, Rheinisches Landesmuseum, Bonn[5][6]
- Konzola s postavou Mojžíše, Toruň
- Šternberská madona
- Vratislavská madona
- Modlící se Kristus (kolem 1390), původně kostel sv. Jana Křtitele, Toruň, nyní zámecké museum Malbork
- Madona z Amiens, Muzeum umění Budapešť
- Madona z Benátek, Kunstmuseum Düsseldorf[7]
- Madona z Horbu
- Madona z Wetzlaru, Museum Kassel
- Madona s dítětem, st. Nicolai, Junge-Altar, Stralsund [8]
- Madona z Velkého Boru u Horažďovic[9]
- Madona františkánského kláštera v Salcburku
- Pieta z kostela sv. Alžběty ve Vratislavi
- Pieta z kostela sv. Barbory, Staré město, Krakov
- sv. Kateřina, Muzeum Poznaň

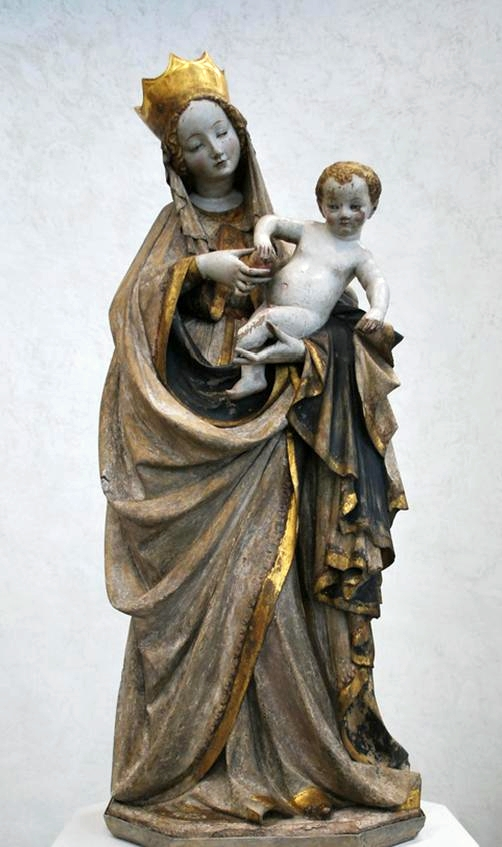
Vratislavská madona
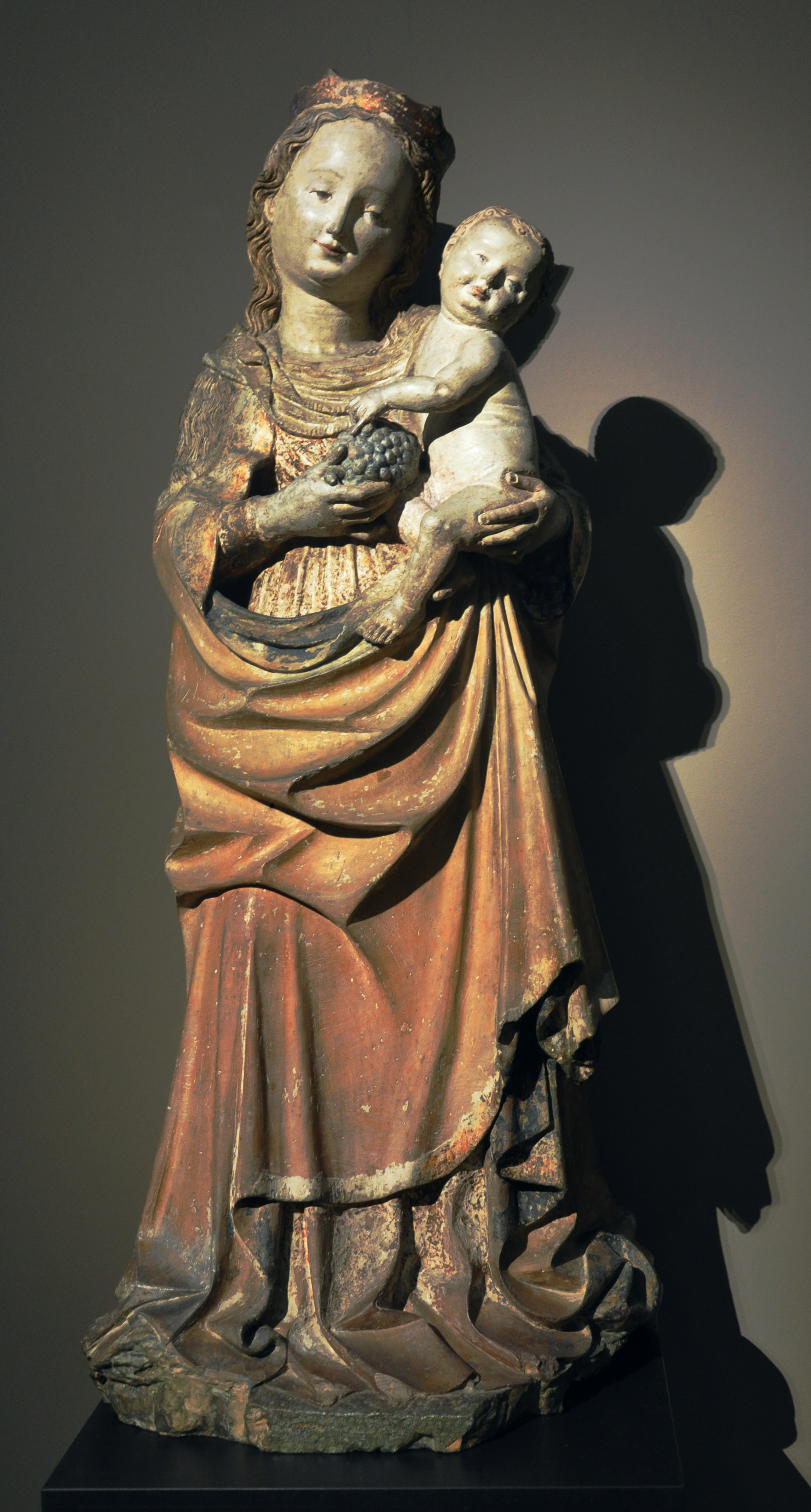
Madona ze Straubingu (1440)
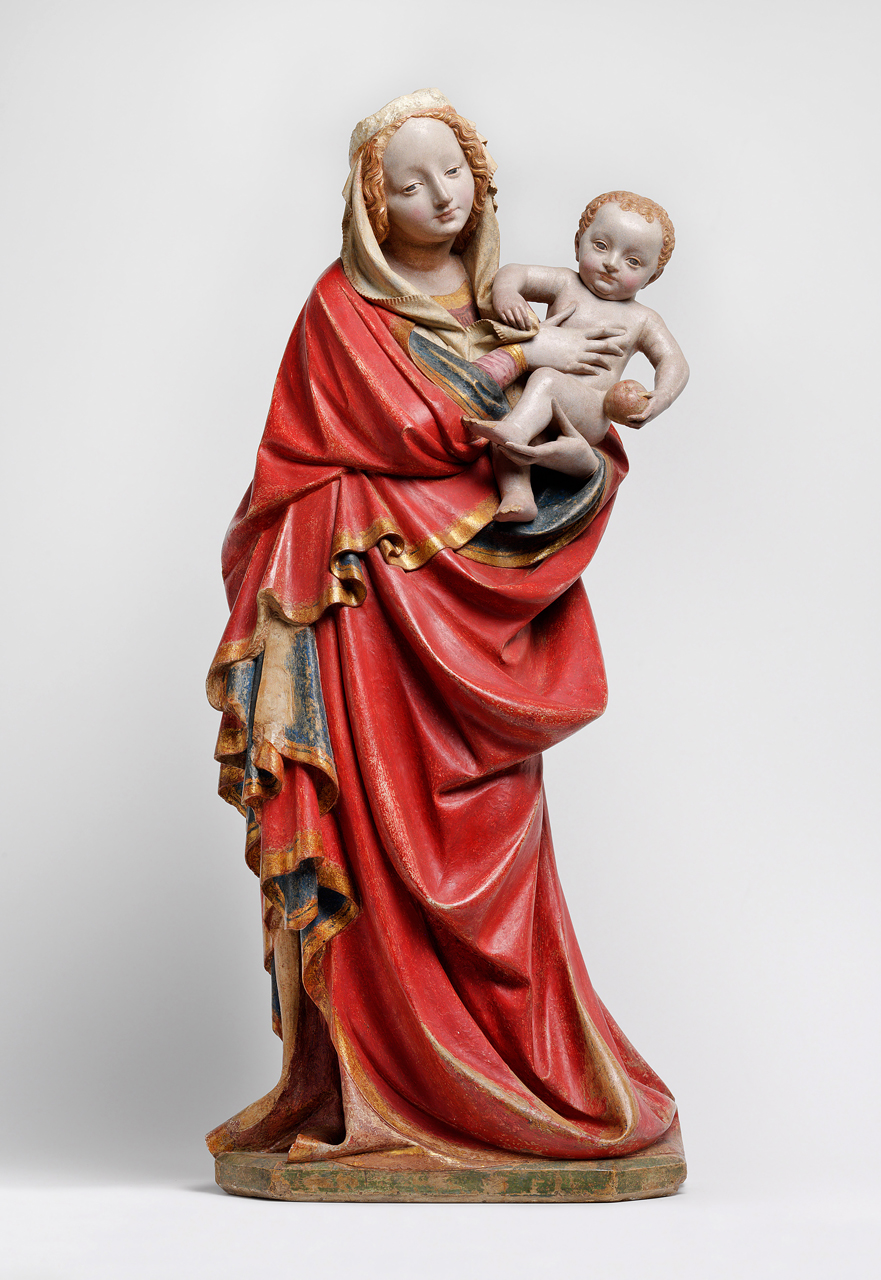
Šternberská Madona, Muzeum umění Olomouc
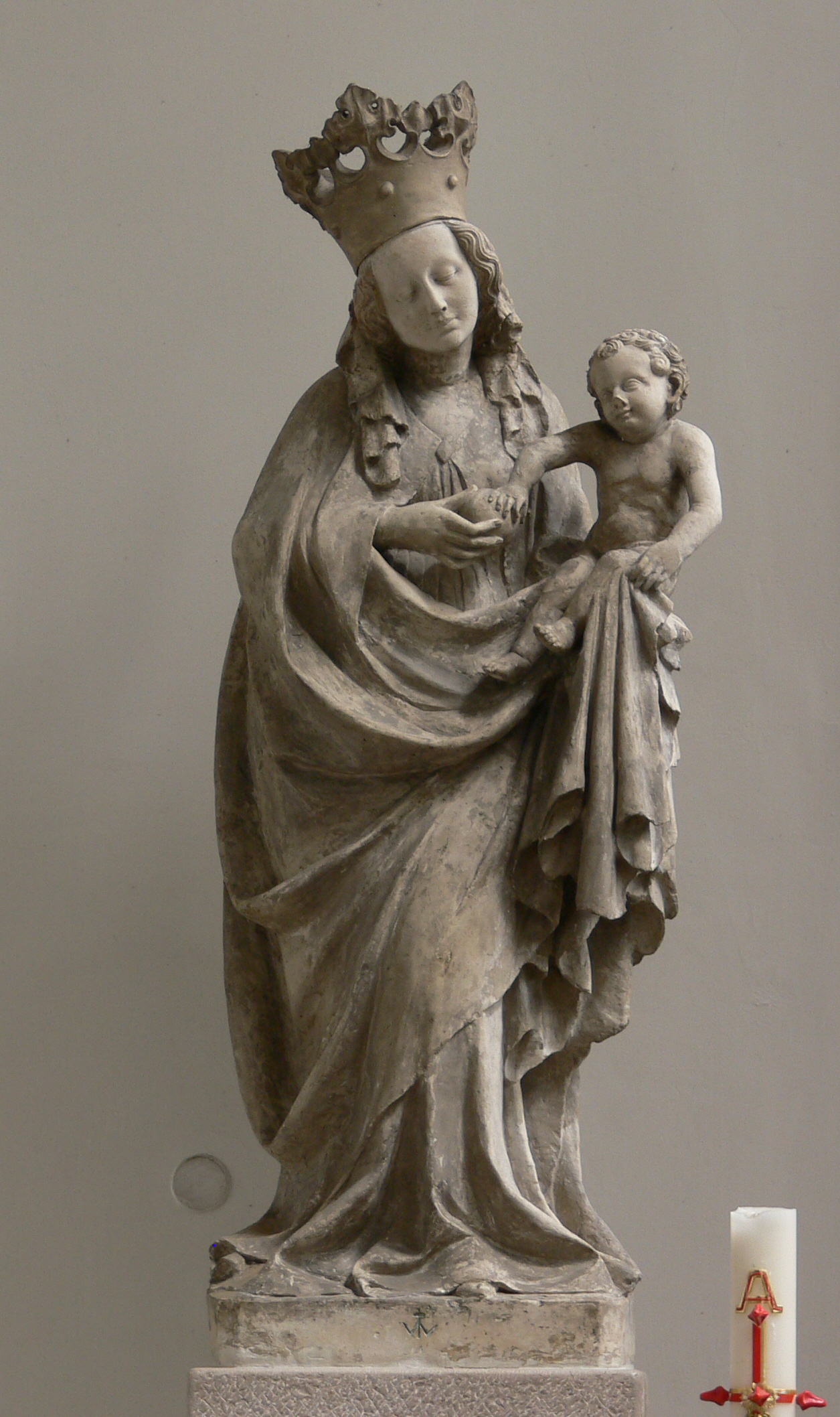
Madona z Horbu (1420)